# Galium amatymbicum
Galium amatymbicum är en måreväxtart som beskrevs av Christian Friedrich Frederik Ecklon och Carl Ludwig Philipp Zeyher. Galium amatymbicum ingår i släktet måror, och familjen måreväxter. Inga underarter finns listade i Catalogue of Life.